# Jean-Michel Lambert
Pour les articles homonymes, voir Lambert.
Jean-Michel Lambert, surnommé « Le Petit Juge », né le 19 mai 1952 à Jarnac et mort le 11 juillet 2017 au Mans, est un magistrat et écrivain français. Il est connu pour avoir été le premier juge à instruire — d’une façon contestée — l'affaire Grégory.

## Biographie

### Enfance et formation
Après une enfance passée en Charente, à Jarnac, où son père dirige une entreprise de publicité, il étudie le droit à l'université de Picardie, puis entre à l’École nationale de la magistrature. Il fait son service militaire en 1977 à l’École des élèves officiers de réserve de Coëtquidan, où il a comme camarades François Hollande, Jean-Pierre Jouyet et Michel Sapin. À l'âge de 27 ans, le 1er février 1980, il est nommé juge d'instruction dans la juridiction d’Épinal (Vosges), en raison du rang de son classement de sortie de l’École de la magistrature.

### Vie de famille
Après avoir été en poste à Épinal puis à Bourg-en-Bresse, il a terminé sa carrière au Mans, où il vivait avec son épouse Nicole, dont il avait fait la connaissance en 1986 à Remiremont et qui était, à l'époque, institutrice. Le couple a eu une fille, prénommée Pauline.

### Carrière et vie professionnelle
Il a été le premier juge d'instruction de l'affaire Grégory, qui l'a occupé d'octobre 1984 à septembre 1986. Chargé d'enquêter sur le meurtre d'un enfant qui va attirer dans une petite vallée des Vosges une foule de pigistes, fait-diversiers, envoyés spéciaux, photographes et cadreurs français et étrangers, il se trouve presque du jour au lendemain propulsé sous les projecteurs. Après deux inculpations et incarcérations infructueuses, celles de Bernard Laroche puis de Christine Villemin, les critiques suscitées par son instruction erratique vont se multiplier.
Le magistrat se laisse happer par la pression médiatique, quitte à violer de manière répétée le secret de l'instruction en révélant par exemple aux journalistes la teneur des déclarations de la jeune Muriel Bolle et l'identité de l'intéressée. Par ailleurs, sa mauvaise maîtrise de la procédure et un manque de rigueur qui ne pouvait que nuire à la gestion d'une affaire criminelle beaucoup plus complexe que ce qu'il avait sans doute imaginé au départ vont entraîner l'annulation de nombreuses pièces importantes du dossier,. Tout en admettant avoir « parfois failli », comme il l'écrira dans la lettre envoyée avant son suicide à Christophe Golbin, il n'hésite pas à invoquer pour sa défense les 229 dossiers qu'il devait gérer en parallèle, puisqu'il était en 1984 le seul juge d'instruction de la préfecture des Vosges.
En 1987, le dossier sera repris par Maurice Simon, président de la chambre de l’instruction de la cour d’appel de Dijon. Pour Régis de Castelnau, dont l'avis est partagé par la plupart de ceux qui se sont exprimés sur le sujet en connaissance de cause, la « procédure a été proprement saccagée par un magistrat incompétent, désinvolte et finalement profondément déplaisant ».
Jean-Michel Lambert prend un congé sabbatique en 1987 et se raconte dans Le Petit juge, paru la même année chez Albin Michel. Ce témoignage sur son parcours, où il mentionne sans trop s'y attarder l'affaire Grégory, a été durement critiqué par une bonne partie de la presse. Si le magistrat n'y révèle rien qui n'ait été dit précédemment par d'autres, il ne craint pas d'y évoquer son « asthénie sexuelle » pendant l'« affaire » ou encore d'évoquer « le charme étrange, indescriptible » d'une future inculpée. Nombreux sont ceux qui estiment que l'ouvrage, qui semble s'être bien vendu, ne respecte pas l'obligation morale de réserve d'un juge.
À la suite de cette publication, lui qui avait déjà eu l'occasion d'être en rapport avec Marguerite Duras, que l'affaire Grégory fascinait, se trouve convié à la célèbre émission de télévision Apostrophes, animée par Bernard Pivot que certains passages du livre ont visiblement étonné et qui ne cache pas sa perplexité face aux réponses que lui fournit d'un ton placide son invité, et qui suscitent les réflexions ironiques de Philippe Labro, l'un des autres invités.
Il devient ensuite juge d'instance à Bourg-en-Bresse de 1988 à 2003, puis vice-président du tribunal de grande instance du Mans jusqu'au 8 septembre 2014, date de son départ en retraite. Il publie en 2014 De combien d'injustices suis-je coupable ?, livre dans lequel il affirme être persuadé de l’innocence de Bernard Laroche. Par ailleurs, il est l'auteur de romans policiers.

### Mort
Le 12 juillet 2017, le corps de Jean-Michel Lambert est découvert par une voisine qui avait les clefs de son domicile du Mans et avait été alertée la veille par l’épouse du magistrat, laquelle n’avait plus de nouvelles de lui. Appelés vers 19 heures, les secours trouvent à leur arrivée son corps inanimé avec, sur la tête, un sac en plastique noué à l'aide d'une cravate,,. D'après les premières constatations, aucune trace d'effraction ou de lutte n'a été relevée dans l'appartement. Seule une bouteille d'alcool presque vide se trouve près du corps de l'ancien magistrat. La police judiciaire d'Angers a été saisie et le parquet du Mans, qui a ouvert une enquête pour établir les causes du décès, ordonne une autopsie. Celle-ci confirme qu'il s'agit d'un suicide, ce qui ne surprend qu'à moitié. En effet, le 1er septembre 2014, avait paru dans Libération un article intitulé « Jean-Michel Lambert : jugement dernier », qui faisait état des pensées suicidaires « par flashes » du magistrat : « J’avais repéré l’endroit où ça se passerait. Je savais à quelle rampe de l’escalier du tribunal j’accrocherais la corde ».
Interviewé par France 2 dans l'émission 13 h 15, le samedi du 17 juin 2017, l'ancien juge d'instruction avait dénoncé ce qu'il considérait comme une forme d'acharnement à son encontre : « On a cherché à faire de moi le bouc émissaire. J'assume effectivement certaines erreurs de procédure, mais j’aurais aimé que tous en fassent autant, et ce n’est pas le cas ».
Par une étrange coïncidence, il se donne la mort le jour même où BFM TV révèle quelques passages des carnets intimes du juge Maurice Simon, qui écrivait à son sujet :

« On reste confondu devant les carences, les irrégularités, les fautes, les dissimulations de preuves ou le désordre intellectuel et peut-être simplement matériel du juge Lambert, je suis en présence de l'erreur judiciaire dans toute son horreur, celle qui peut conduire un innocent ou une innocente à la plus épouvantable condamnation. L'erreur judiciaire, cela existe. Je le sais maintenant. »

— Maurice Simon, 14 septembre 1988
On a d'abord pensé que Jean-Michel Lambert n'avait pas laissé de lettre d'adieu. Mais Jean-Marc Le Nestour, son ancien avocat et ami très proche, a expliqué par la suite que le jour de sa mort, l'ancien juge avait déposé dans la boîte à lettres d'une voisine une enveloppe adressée à sa femme et contenant deux lettres à cette dernière, l'une intime et l'autre concernant ses obsèques, une lettre à sa fille Pauline, une à sa mère, une à son éditeur et une dernière à Christophe Gobin, un journaliste de L'Est républicain avec qui il avait noué une relation de confiance,. Dans cette lettre de trois pages publiée en ligne le 19 juillet 2017 par L'Est républicain, selon la volonté du défunt et avec l'accord de sa famille, malgré une réquisition de la police enjoignant au quotidien de ne pas la faire paraître, il évoque l'affaire du petit Grégory et écrit :

« […] Ce énième « rebondissement » est infâme. Il repose sur une construction intellectuelle fondée en partie sur un logiciel [allusion au logiciel Anacrim]. La machine à broyer s’est mise en marche pour détruire ou abîmer la vie de plusieurs innocents, pour répondre au désir de revanche de quelques esprits blessés dans leur orgueil ou dans l’honneur de leur corps. Certains de mes confrères ont emboîté le pas avec une mauvaise foi abominable. […] Car, dès novembre 1984, j’ai pu démontrer que si Murielle Bolle n’était pas dans le car de ramassage scolaire, ce n’était pas le mardi 16 octobre mais le mardi 23 octobre, semaine où elle est rentrée chez elle à cause de la grippe. Les preuves sont au dossier (registre du collège et surtout témoignage du chauffeur de car, Monsieur Galmiche, que j’ai piégé après la remise d’un certificat médical, je crois par la mère de Murielle Bolle, et les auditions d’autres collégiennes qui avaient parfois des repères précis mais qui se sont pourtant trompées d’une semaine). […] Les événements depuis juin dernier sont voués normalement à l’échec. Et pour cause… Pour ne pas perdre la face, on cherchera alors un bouc émissaire. Autant dire qu’il est tout trouvé… Je refuse de jouer ce rôle. Si j’ai parfois failli, j’ai cependant la conscience parfaitement tranquille quant aux décisions que j’ai été amenées à prendre. »

— Jean-Michel Lambert
Après avoir affirmé une dernière fois sa certitude concernant l'innocence de Bernard Laroche, il laisse entendre insidieusement, sans tenir le moindre compte du non-lieu pour absence de charges dont a bénéficié Christine Villemin en 1993, qu'à son avis, le crime a bel et bien été commis par la mère de Grégory et conclut par ces mots : « Je préfère sonner la fin de la partie pour moi. L’âge étant là, je n’ai plus la force de me battre. J’ai accompli mon Destin ».
Il venait de remettre à son éditeur le manuscrit de son onzième roman, à paraître en octobre. Un personnage auquel il s'est manifestement identifié s'y suicide de la même manière : le professeur Chabert, qui lui ressemble trait pour trait, « se donne la mort pour sauver son honneur et son corps est découvert par un confrère, la tête recouverte d'un sac plastique, une bouteille de whisky vide au pied du fauteuil ».
Ses obsèques sont célébrées le 20 juillet 2017 en la cathédrale Saint-Julien du Mans et sa dépouille incinérée dans l'intimité familiale. Ses cendres sont déposées dans la sépulture familiale au cimetière de Jarnac.

## Œuvres
- Le Petit juge, Paris, Éditions Albin Michel, 1987, 407 p. (ISBN 2-226-02982-6).
- Regards innocents : contes cruels (ill. Joël Montigny), Lyon, Éd. de la Tour, 1991, 157 p. (ISBN 2-87802-087-1).
- Le Non-lieu, Monaco, Éd. du Rocher, coll. « Littérature », 1993, 223 p. (ISBN 2-268-01496-7).
- Confession fatale, La Tour-d'Aigues, Éd. de l'Aube, coll. « L'Aube noire », 1999, 275 p. (ISBN 2-87678-486-6).
- Purgatoire, La Tour-d'Aigues, Éd. de l'Aube, coll. « L'Aube noire », 2000, 270 p. (ISBN 2-87678-590-0). Prix Polar du meilleur roman francophone 2001.
- La Photo de mariage : chronique de la vie provinciales [sic] (ill. Joël Montigny), Coudray-Macouard, Cheminements, coll. « Collection singulière », 2001, 151 p.  (ISBN 2-914474-29-6).
- Scrupules, Paris, Éd. Hors commerce, coll. « Hors noir » (no 30), 2002, 167 p. (ISBN 2-910599-93-0).
- Regards innocents (ill. Joël Montigny), Mâcon, JPM, 2003, 125 p. (ISBN 2-84786-018-5).
- Mère Teresa et les petits sauvageons : roman, Mâcon, A contrario, coll. « Polar », 2004, 249 p. (ISBN 2-7534-0003-2).
- Retour à Mauthausen : récit, Paris, Jean-Claude Gawsewitch Éditeur, 2005, 213 p. (ISBN 2-35013-023-1).
- De combien d'injustices suis-je coupable ?, Paris, Le Cherche midi, coll. « Documents : témoignage », 2014, 209 p. (ISBN 978-2-7491-4025-4).
- Témoins à charge, Clermont-Ferrand, Éd. de Borée, coll. « Marge noire », 2017, 342 p. (ISBN 978-2-8129-2154-4).

### Émission radiophonique
- Interview de Jean-Michel Lambert, 13 septembre 2014, dans Une fois pour toutes ! de Dominique Souchier sur France Culture.